# L'Écho des savanes
L’Écho des savanes est une revue de bande dessinée créée en mai 1972 par Claire Bretécher, Marcel Gotlib et Nikita Mandryka, auteurs issus de Pilote. Grâce à la renommée de ses fondateurs, le magazine est souvent perçu comme celui qui a permis qu'en France « la bande dessinée accède enfin à l'âge adulte », bien que Hara-Kiri et Charlie Mensuel aient ouvert la voie.
Reprise après une première cessation de parution en 1982 par les éditions Albin Michel, elle devient un magazine d'actualité et d'érotisme avec quelques pages de bande dessinée. En 2006, cette nouvelle formule cesse de paraître, et ce sont les éditions Glénat qui relancent en 2008 la revue, en l'axant sur la bande dessinée et la société. La parution cesse en 2021.

## Historique

### 1972-1982
Formule trimestrielle et presque uniquement composée dans un premier temps des bandes dessinées de ses trois fondateurs, Marcel Gotlib, Claire Bretécher et Nikita Mandryka, la revue devient bimestrielle à partir du no 11, puis mensuelle au no 16. Gotlib (qui fonde alors Fluide glacial) et Bretécher partis après le no 11, l'équipe se diversifie, autour de Jean Solé, René Pétillon, Masse, Yves Got, Jacques Lob ; sont également traduites les œuvres de Robert Crumb, Wallace Wood, etc. Le journal maintient un haut niveau de qualité jusque vers le no 30.
En 1977, à la suite de problèmes éditoriaux dus notamment au caractère de Mandryka et à l'arrivée du groupe Bazooka, le journal tend à devenir, selon Numa Sadoul, un « foutoir psychanalytico-intellectuel de complexés de la création en quête d'alibis culturels ». Malgré quelques révélations comme Jean Teulé, Martin Veyron ou Philippe Vuillemin, la revue cesse de paraître en janvier 1982.

Les fondateurs en 1973
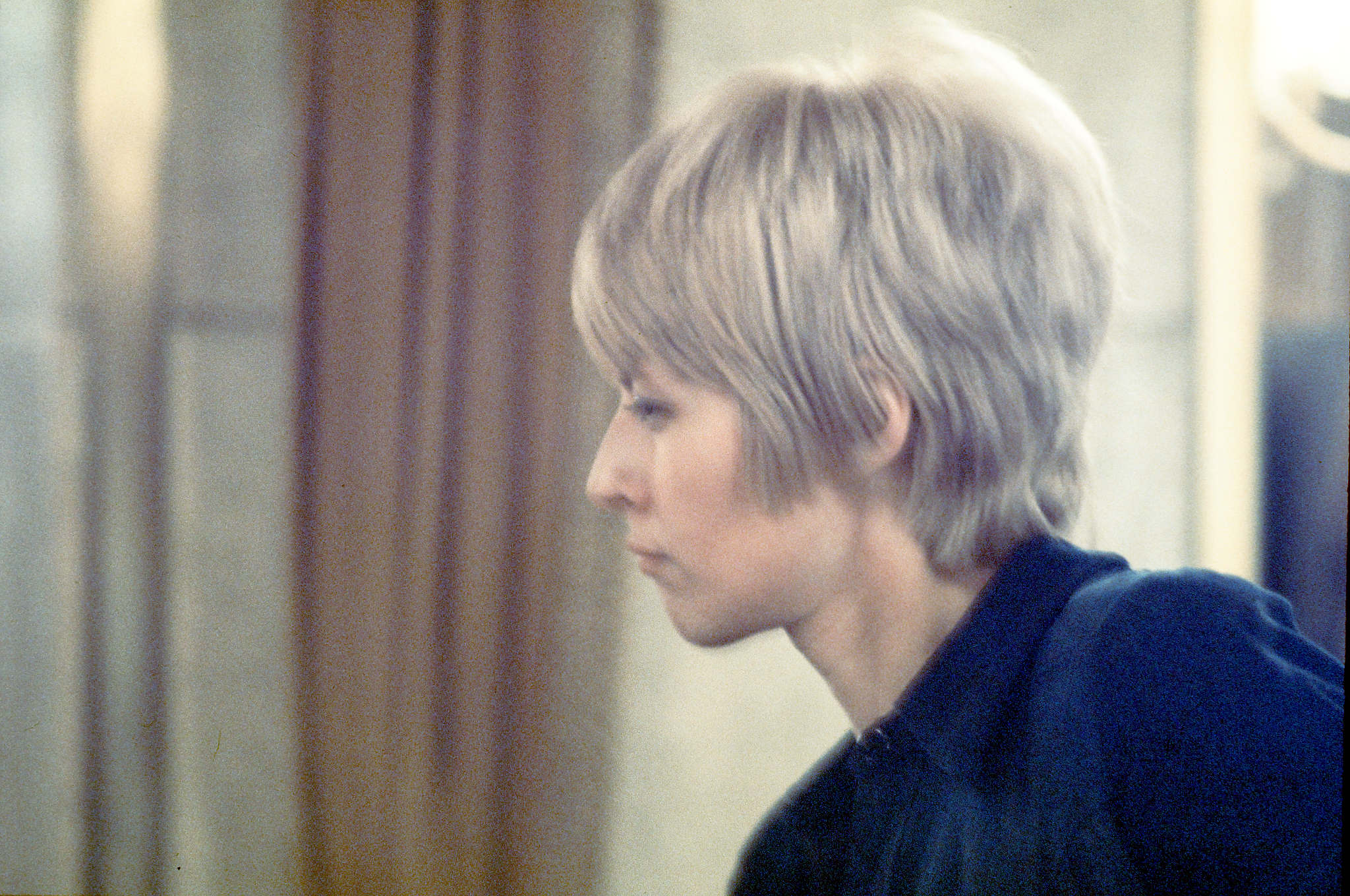
Claire Bretécher.
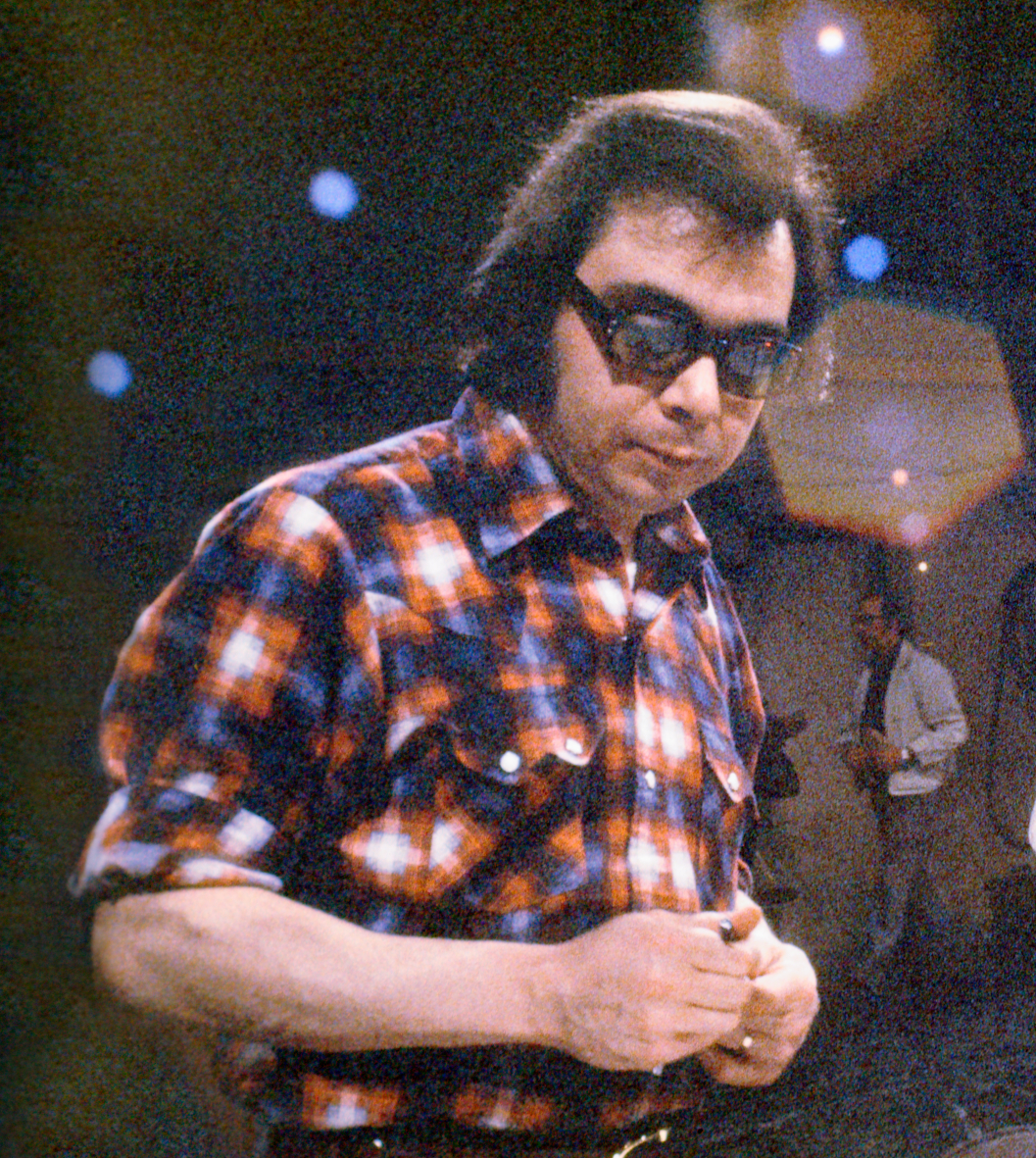
Marcel Gotlib.
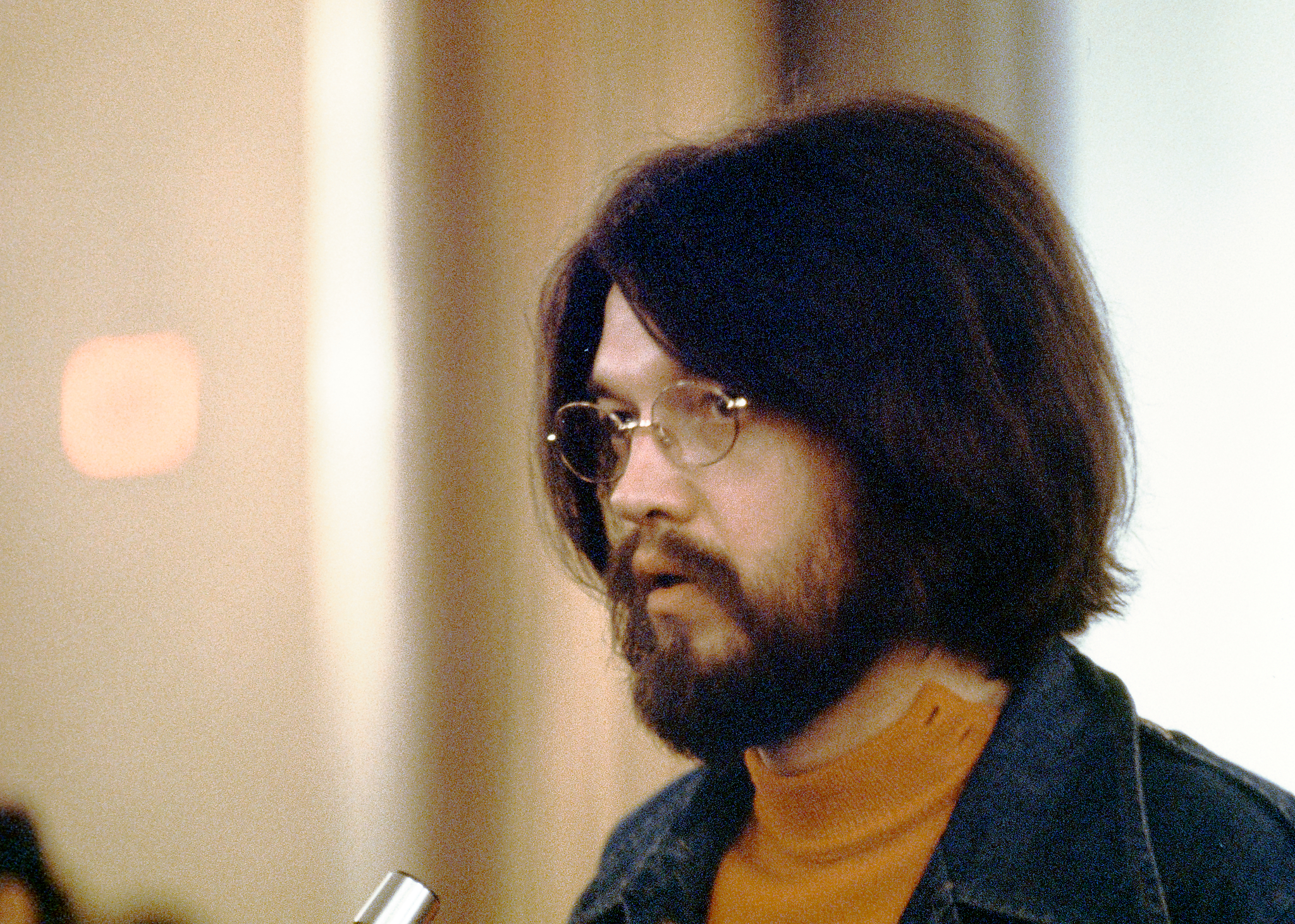
Nikita Mandryka.

### 1982-2006
À la suite du dépôt de bilan des éditions du Fromage, Albin Michel rachète leur fonds, L'Écho des savanes compris. Comme de nombreux auteurs de la première formule étaient partis chez d'autres éditeurs, Albin Michel décide de faire appel à des auteurs étrangers comme Tanino Liberatore ou Milo Manara, tout en réduisant à environ 40 % la part de la bande dessinée. La nouvelle formule, plus portée sur l’érotisme et composée de nombreux rédactionnels, est publiée à partir de novembre 1982.
Rapidement, les ventes explosent, passant de 120 000 à 240 000 exemplaires en à peine plus d'un an ; Albin Michel, qui n'a pas d'expérience de la presse et ne dispose pas des moyens nécessaires pour faire paraître une revue à si fort tirage, cède en janvier 1984 pour un an la gestion de la revue au groupe Filipacchi. Daniel Filipacchi ayant nommé Thierry Ardisson directeur-adjoint des rédactions d’Hachette-Filipacchi, celui-ci choisit de prendre la direction de la revue. Après le n°21 de juillet 1984 une version hebdomadaire, d’abord nommée L’Hebdo Écho des savanes, est lancée le 24 août, avant d'être rebaptisée L’Ebdo le 19 octobre, puis Ebdo Cinéma le 30 novembre. Cette version, selon Patrick Gaumer, « n'offre plus guère d'intérêt et se révèle rapidement une erreur de stratégie, doublée d'un gouffre financier ». Par ailleurs, les sujets jugés trop provocateurs abordés par Thierry Ardisson mènent au renvoi de ce dernier.
À partir du no 22 de décembre 1984, le mensuel reprend sa forme d'origine. Les auteurs principaux sont Baru, Tanino Liberatore, Milo Manara, Frank Margerin, Ptiluc, Alex Varenne et Tronchet.
Considérant le titre structurellement déficitaire, la direction de Lagardère Active Media en suspend brusquement la parution en décembre 2006, alors que le numéro de janvier était prêt.

### 2008
Des négociations auraient eu lieu pour une reprise par le groupe toulonnais Soleil Productions mais c'est finalement Glénat qui reprend la publication du magazine à compter du no 267 (27 mars 2008) sous la direction de Didier Tronchet. Tronchet a laissé sa place à Claude Maggiori, comme rédacteur en chef. La parution cesse en 2021.

## Identité graphique

Ancien logo du magazine.

### Documentation
- Patrick Gaumer, « L’Écho des savanes », dans Larousse de la BD, Larousse, Paris, 2004, p. 266-267
- Didier Pasamonik, « Glénat relance « L’Écho des savanes » », Actuabd, 28 janvier 2008
- Thierry Souccar, « Des échos d'Albin Michel », Les Cahiers de la bande dessinée no 57, avril-mai 1984, p. 76-77.